# Dudki (Ełk)
Pour les articles homonymes, voir Dudki.
Dudki est un village polonais de la gmina d'Kalinowo, dans le powiat d'Ełk, voïvodie de Varmie-Mazurie, au nord-est du pays.